# Prosopocoilus inclinatus inclinatus
Prosopocoilus inclinatus inclinatus es una subespecie de coleóptero de la familia Lucanidae.

## Distribución geográfica
Habita en Hunan, Corea y Japón.